# 安吉 (印尼)
安吉（Anggi）是印度尼西亚西巴布亚省的一个区（Kecamatan），位于阿尔法克山脉。安吉区（Kecamatan Anggi）是阿尔法克山县的县治所在，与之同名的本省小城镇安吉（Anggi）位于安吉区以南，属于Anggi Gida区。2010年统计，安吉区人口共2,006。在安吉附近有两个较大的湖泊，一个叫男子湖（Danau Laki-laki）另一个叫女子湖（Danau Perempuan），其中一个是黑色另一个是蓝色，这也是他们被称为男女湖的原因。

## 资料来源
1. ↑  .   [2017-03-07]. （原始内容存档于2017-03-08）.
2. ↑  阿尔法克山县行政区划地图[永久]
3. ↑  Biro Pusat Statistik, Jakarta, 2011.